# Massacre à San Francisco

Massacre à San Francisco (en anglais : Yellow Faced Tiger ; sorti originellement aux États-Unis sous le titre Slaughter in San Francisco) est un film américain[réf. nécessaire] et hongkongais réalisé par Lo Wei, sorti en 1974. C'est aussi le deuxième et dernier film (avec La Fureur du dragon) où Chuck Norris joue le rôle du méchant de toute sa carrière.

## Synopsis
Huang Don Wong, policier à San Francisco, surnommé « face de tigre » est suspendu de ses fonctions. Il apprend la mort de Blackie, son ex-coéquipier et meilleur ami. Huang, décidé à venger la mort de Blackie, se retrouve seul face à Chuck Slaughter, patron de la pègre de Chinatown.

## Fiche technique
- Titre original hongkongais : 黃面老虎 / Yellow Faced Tiger
- Titre américain : Slaughter in San Francisco
- Réalisation : Lo Wei
- Pays d'origine : États-Unis, Hong Kong
- Genre : karaté
- Durée : 87 minutes
- Date de sortie : Hong Kong 1974, USA 1981
- Date de sortie française : sortie en VHS en 1987 et en DVD en 2011 chez Seven Sept.

## Distribution
- Chuck Norris (VF : Jacques Bernard) : Chuck Slaughter
- Don Wong : Huang Don Wong
- Sylvia Chang : Sylvia Chu
- Jackie Chan : Acteur